# Парк скульптури (Калінінград)
Парк скульптури — парк і музей просто неба в Калінінграді, РФ, філія Калінінградського історико-художнього музею. Заснований у 1984 році.

## Розташування
Парк скульптури лежить у західній частині острова Кнайпхоф (нім. Kneiphof, від прусського knypabe, «оточені водою, рікою»; інші назви: острів Канта, Центральний острів). Площа парку становить 12 га.

## Опис

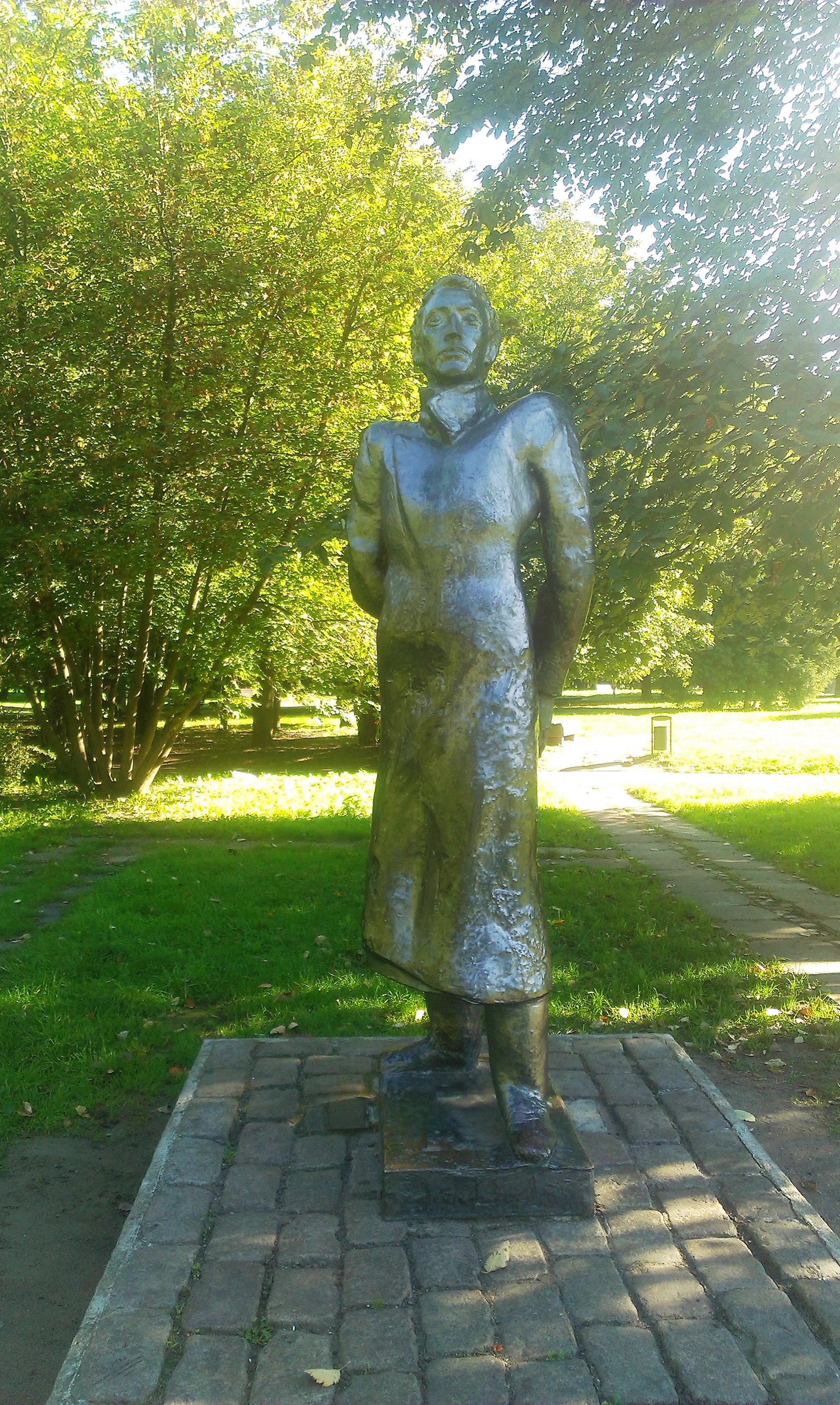
Одна зі скульптур парку

Колекція парку складається приблизно із тридцяти скульптур, серед яких, зокрема, пам'ятники діячам культури: композиторам, письменникам, поетам. Деякі зі скульптур були втрачені в результаті вандалізму або крадіжок.
Парк цікавить відвідувачів також завдяки рослинам, які тут ростуть. Так, тут можна побачити дерева і чагарники різноманітних видів — всього понад 1030 екземплярів, які походять з Європи, Північної і Південної Америки, Японії, Монголії, Афганістану, Балкан. Таким чином, парк скульптури одночасно є й дендрологічним парком. Дерева і кущі висаджені переважно в 1960-х роках на місці зруйнованих під час війни кварталів Кнайпхофа.

## Сьогодення
Майбутнє парку скульптур поки невизначене. Відповідно до затвердженого в 2008 році плану реконструкції центру міста, на Кнайпхофі буде відроджена історична забудова, зруйнована під час Другої світової війни. Однак, судячи з комп'ютерного варіанту проєкту, забудують лише західну частину, тоді як на східній збережуться зелені насадження (принаймні на макеті вони зафарбовані зеленим кольором). Пропонувалося також оголити фундаменти колись існуючих там будівель або підстригти на острові дерева так, щоб за формою і профілем вони повторювали дахи знищеного міста.